# Пецка (Топусько)
Пецка (хорв. Pecka) — населений пункт у Хорватії, у Сисацько-Мославинській жупанії у складі громади Топусько.

## Населення
Населення за даними перепису 2011 року становило 27 осіб.
Динаміка чисельності населення поселення:

## Клімат
Середня річна температура становить 10,79 °C, середня максимальна – 24,93 °C, а середня мінімальна – -5,41 °C. Середня річна кількість опадів – 1104 мм.
| Клімат поселення                              | Клімат поселення | Клімат поселення | Клімат поселення | Клімат поселення | Клімат поселення | Клімат поселення | Клімат поселення | Клімат поселення | Клімат поселення | Клімат поселення | Клімат поселення | Клімат поселення | Клімат поселення |
| Показник                                      | Січ.             | Лют.             | Бер.             | Квіт.            | Трав.            | Черв.            | Лип.             | Серп.            | Вер.             | Жовт.            | Лист.            | Груд.            |                  |
| Середній максимум, °C                         | 7,40             | 8,78             | 13,09            | 17,16            | 21,75            | 24,93            | 23,85            | 23,24            | 19,82            | 15,07            | 9,29             | 5,40             |                  |
| Середня температура, °C                       | 0,98             | 2,38             | 6,68             | 10,76            | 15,34            | 18,54            | 20,20            | 19,58            | 16,18            | 11,43            | 5,63             | 1,74             |                  |
| Середній мінімум, °C                          | −5,41            | −4               | 0,28             | 4,34             | 8,94             | 12,13            | 16,55            | 15,94            | 12,52            | 7,76             | 1,98             | −1,91            |                  |
| Норма опадів, мм                              | 68               | 68               | 78               | 92               | 93               | 101              | 96               | 96               | 103              | 106              | 114              | 89               |                  |
| Середньомісячна швидкість вітру, м/с          | 1.59             | 1.70             | 2.10             | 2.00             | 1.81             | 1.70             | 1.60             | 1.50             | 1.50             | 1.52             | 1.62             | 1.62             |                  |
| Середньомісячна сонячна радіація, кДж/м²·день | 4295             | 7022             | 10553            | 15077            | 19268            | 21236            | 22480            | 19461            | 14319            | 9047             | 4745             | 3498             |                  |
| --------------------------------------------- | ---------------- | ---------------- | ---------------- | ---------------- | ---------------- | ---------------- | ---------------- | ---------------- | ---------------- | ---------------- | ---------------- | ---------------- | ---------------- |
| Джерело:                                      |                  |                  |                  |                  |                  |                  |                  |                  |                  |                  |                  |                  |                  |